# Саут-Картедж (Теннессі)
Саут-Картедж (англ. South Carthage) — місто (англ. town) в США, в окрузі Сміт штату Теннессі. Населення — 1490 осіб (2020).

## Географія
Саут-Картедж розташований за координатами 36°14′23″ пн. ш. 85°57′27″ зх. д. / 36.23972° пн. ш. 85.95750° зх. д. (36.239753, -85.957611).  За даними Бюро перепису населення США в 2010 році місто мало площу 7,01 км², з яких 6,81 км² — суходіл та 0,20 км² — водойми.

## Демографія
Згідно з переписом 2010 року, у місті мешкали 1322 особи в 560 домогосподарствах у складі 352 родин. Густота населення становила 189 осіб/км².  Було 613 помешкання (87/км²).
Расовий склад населення:
| - 95,3 % — білих - 2,5 % — чорних або афроамериканців - 0,2 % — корінних американців - 0,2 % — азіатів |

До двох чи більше рас належало 1,7 %. Частка іспаномовних становила 1,7 % від усіх жителів.
За віковим діапазоном населення розподілялося таким чином: 24,5 % — особи молодші 18 років, 59,5 % — особи у віці 18—64 років, 16,0 % — особи у віці 65 років та старші. Медіана віку мешканця становила 35,8 року. На 100 осіб жіночої статі у місті припадало 89,7 чоловіків;  на 100 жінок у віці від 18 років та старших — 85,8 чоловіків також старших 18 років.
Середній дохід на одне домашнє господарство  становив 46 361 долар США (медіана — 39 891), а середній дохід на одну сім'ю — 57 094 долари (медіана — 56 359). Медіана доходів становила 41 632 долари для чоловіків та 31 371 долар для жінок. За межею бідності перебувало 17,1 % осіб, у тому числі 25,7 % дітей у віці до 18 років та 17,5 % осіб у віці 65 років та старших.
Цивільне працевлаштоване населення становило 617 осіб. Основні галузі зайнятості: освіта, охорона здоров'я та соціальна допомога — 22,9 %, виробництво — 16,7 %, будівництво — 10,0 %, роздрібна торгівля — 9,6 %.